# 戸次統常
戸次 統常（べっき むねつね）は、安土桃山時代の武将。大友氏家臣。大友氏庶流・戸次氏の第17代目当主。鎧ヶ岳城主。異説では臼杵氏からの養子ともされる。

## 生涯
戸次鎮連の長男として生まれる。主君大友義統と父鎮連より一字ずつ賜り、初名を統連と名乗る。しかし鎮連は田原紹忍が重用されるのを怒り、島津氏に内応したとされ、統連はこれを諫めたが、聞き入れられずに藤北城へ追放された。しかし天正14年（1586年）に義統の命によって鎮連は誅殺、もしくは自害に追い込まれた。
父の死を受けて嫡男である統連が家督を継いだが、島津勢と戦って汚名を雪ぐしかないと決意を固める。天正14年12月（1587年1月）に鶴賀城が島津勢に包囲されると城将利光宗魚の救援に向かうことを志願した。また夫の裏切りを恥じた志賀氏（鎮連の妻、統常の母）は、統常の出陣に際して、統常の幼い弟達を刺殺、統常に決死の覚悟を求めた。統常は奮起し、伝来の書物や家宝を焼くと、嫡男延常を立花山城へ、妻娘を筧城へ送って身辺整理して出陣した。我が子を見送った母はその直後に自害して果てた。
同年12月12日（1月20日）、統常は戸次川の戦いに参加。仙石秀久、長宗我部元親等と共に島津勢（新納大膳ら）と戦い、4、5回交戦してその度に勝利したが、最期は戸次鎮時、統昌、鎮直ら一族郎党100余と共に討死を遂げた。享年22。

## 子孫
統常は出陣する前、戸次氏の家系を守るために藤北城にいた嫡子以外にも、島津方への人質とされていた弟の統利（むねとし）が残されていた。九州征伐後、島津方から解放された統利は生き残った一族の者と共に縁戚の立花宗茂に仕えた。後に統利は宗茂より1字賜って茂照（しげてる）に改名し、その棚倉行きに同行。戸次氏一門の家系は筑後柳河藩士として続いた。なお、戸次氏の家督は延常が相続した。